# 131-ша піхотна дивізія (Третій Рейх)
131-ша піхотна дивізія (Третій Рейх) (нім. 131. Infanterie-Division) — піхотна дивізія Вермахту за часів Другої світової війни. У квітні 1945 після розгрому в Східно-Прусській операції, залишки дивізії пішли на формування дивізії «Гюстров» або так званої 4-ї RAD-дивізії (нім. 4. RAD-Division).

## Історія
131-ша піхотна дивізія була сформована 5 жовтня 1940 на навчальному центрі Берген (нім. Truppenübungsplatz Bergen) біля Целле в XI-му військовому окрузі (нім. Wehrkreis XI) під час 11-ї хвилі мобілізації Вермахту.

## Райони бойових дій
- Німеччина (жовтень 1940 — квітень 1941);
- Генеральна губернія (квітень — червень 1941);
- СРСР (центральний напрямок) (червень 1941 — серпень 1944);
- Німеччина (Східна Пруссія) (вересень 1944 — квітень 1945).

## Командування

### Командири
- генерал артилерії Генріх Меєр-Бюрдорф (нім. Heinrich Meyer-Bürdorf) (5 жовтня 1940 — 10 січня 1944);
- генерал-лейтенант Фрідріх Вебер (нім. Friedrich Weber) (10 січня — 28 жовтня 1944);
- генерал-майор резерву Вернер Шульце (нім. Werner Schulze) (28 жовтня 1944 — 16 квітня 1945).

## Нагороджені дивізії
Нагороджені дивізії
Нагороджені Сертифікатом Пошани Головнокомандувача Сухопутних військ для військових формувань Вермахту за збитий літак противника
- 10 грудня 1941 — 5-та рота 434-го піхотного полку за дії 11 листопада 1941 (55);
- 16 травня 1942 — 2-га рота 431-го піхотного полку за дії 27 січня 1942 (103);
- 14 жовтня 1943 — II-й батальйон 434-го гренадерського полку за дії 8 травня 1943 (391).

|  | Кавалери Золотого Німецького Хреста                                                                        | 91                                                                                    |
|  | Кавалери Срібного Німецького Хреста                                                                        | 4                                                                                     |
|  | Кавалери Лицарського хреста Залізного хреста з Дубовим листям                                              | 2 (№ 366 гауптман Гельмут Кальбіц — 07.01.1944 № 598 оберст Ернст Кеніг — 21.09.1944) |
|  | Кавалери Лицарського хреста Залізного хреста                                                               | 21                                                                                    |
|  | Кавалери Почесної відзнаки Сухопутних військ «Почесна застібка на орденську стрічку для Сухопутних військ» | 37                                                                                    |

- Нагороджені Сертифікатом Пошани Головнокомандувача Сухопутних військ (6)
- Нагороджені Сертифікатом Пошани Головнокомандувача Сухопутних військ за збитий літак противника (3)